# Rilwan Akiolu
Rilwan Babatunde Osuolale Aremu Akiolu (né le 29 octobre 1943) est l'actuel oba de Lagos.

## Carrière
Après le lycée, il sert pendant 32 ans dans la police nigériane, entrant dans les forces de l'ordre en 1970. Il y occupe divers postes et est promu inspecteur général adjoint de la police en 1999. Il y est actif jusqu'à sa retraite en 2002. Il est membre du Nigerian Institute of Management et membre de la Nigerian Law School.

## Couronnement
Le 23 mai 2003, Akiolu est sélectionné par les faiseurs de rois du royaume traditionnel de Lagos et confirmé par le gouvernement de l'État de Lagos comme le 21e oba de Lagos ; il est coiffé le lendemain et est couronné le 9 août 2003. Il occupe ce poste depuis mai 2003, date à laquelle il succède à oba Adeyinka Oyekan.
La lignée royale descendant d'Oba Akinsemoyin conteste le couronnement d'Oba Akiolu devant le tribunal, se plaignant, entre autres, que leur lignée s'est vue refuser l'accès au trône.

## Controverse

### Discours de haine et incitation à la violence contre la communauté lgbo
Akiolu suscite la controverse en avril 2015, lors d'une réunion avec des dirigeants Igbo à Lagos, où il menace publiquement l'un des représentants qui va contre sa décision : "par la grâce d'Allah Tout-Puissant (...) cette personne va mourir dans cette eau (lagune de Lagos)". Cependant, l'enregistrement audio est suspecté de détournement politique d'une blague.

### Invasion du palais

#### Supposés traitements Covid-19
Le jeudi 22 octobre 2020, lors de la crise de protestation #EndSars, des vidéos circulent sur les réseaux sociaux et certaines chaînes d'information de manifestants s'aventurant au palais de l'Oba où ils découvrent un grand entrepôt dans lequel il cachait des traitements Covid-19 et produits de consommation courante à destination de ses proches. Parmi les objets découverts se trouvent : des milliers de sacs de riz, de nouilles, des condiments alimentaires et des articles ménagers essentiels. Le même jour, son personnel de sécurité est pris de court par des jeunes qui envahissent son Palais. Une délégation du personnel de Lagos est immédiatement envoyée afin de restaurer le décorum du trône.

#### Montants d'argent illégaux
Des mois après l'invasion du palais, Akiolu affirme que des bâtiments et des véhicules auraient été incendiés tandis que 2 millions de dollars et 17 millions de ₦ auraient été volés. Cette déclaration a suscité des appels à son arrestation et à des poursuites par l'EFCC, car la loi de 2011 sur le blanchiment d'argent interdit de détenir des sommes aussi importantes. Certains avocats de Lagos demandent à Akiolu d'expliquer la raison de la détention de l'argent au palais tandis qu'un avocat des droits de l'homme, Festus Ogun, affirme que la loi sur le blanchiment d'argent est inconstitutionnelle. D'autres demandent comment Akiolu possède une si grande somme d'argent, car il n'était que policier avant de devenir oba,,.